# SPOOX
SPOOX（スプークス）はスカパーJSAT株式会社が展開するビデオ・オン・デマンド（VOD）サービスである。サービス名は「SP＝スカパー!」「OO＝無限大」「X＝未知なる価値」からの造語で、ロゴも「SP∞X」に見えるようになっている。
それまでのスカパー!オンデマンドに代わり、2021年10月1日15時30分より開始した。成人向けのスカパー!オンデマンドアダルトも併せてSPOOX EXに変更された。

## スカパー!オンデマンドからの変更点
- 請求時期の変更。単品商品は商品ごとに購入後即時請求。月額商品は初回は購入日、2回目以降は1か月ごとに請求。
- 決済方法はクレジットカードに加えてキャリア決済にも対応。
- 1アカウントに付き最大6名までプロフィール登録が可能。
- 同時視聴が最大3台まで可能（同一コンテンツは1台まで）。
- ひかりTV向けのバリュープランの開始。

## 対応デバイス
スマートフォン、タブレット端末、ウェブブラウザ、Amazon Fire TV、スマートテレビなどに対応。

## 主な番組提供チャンネル
- GAORA
- スカイA
- FIGHTING TV サムライ
- フジテレビONE
- フジテレビTWO
- フジテレビNEXT
- CNNj
- SPEEDチャンネル
- 南関東地方競馬チャンネル
- 衛星劇場
- 東映チャンネル
- V☆パラダイス
- エンタメ〜テレ☆シネドラバラエティ
- ダンスチャンネル by エンタメ〜テレ
- 刺激ストロングチャンネル

など